# رود کویدوسون
رود کویدوسون (روسی: Куйдусун) یک رودخانه در یاقوتستان کشور روسیه است.